# 小岩月藓
小岩月藓（学名：Iwatsukiella leucotricha）为薄罗藓科岩月藓属下的一个种。